# KMail
KMail – podstawowy klient poczty środowiska KDE.
Ma możliwość układania e-maili w folderach, filtrowania ich, obsługuje e-maile w HTML-u. Dla poczty przychodzącej pozwala skorzystać z protokołów IMAP, POP3 oraz skrzynek lokalnych. Maile są przechowywane na dysku w formacie maildir albo mbox. Dla poczty wychodzącej wykorzystuje SMTP lub sendmaila.

## Filtrowanie spamu
KMail wykorzystuje dwa specjalne filtry dające dostęp do e-maili programom filtrującym spam:
- Send this e-mail to a program pozwala wybrać dowolny program. Kiedy uruchomimy ten filtr do programu filtrującego (na standardowe wejście) zostanie przekazana treść e-maila.
- Pipe this e-mail through a program nie tylko wysyła e-mail do zewnętrznego programu, ale także zastępuje go danymi wyjściowymi tego programu. Pozwala to na wykorzystywanie programów takich jak SpamAssassin, który dodaje do e-maila własne nagłówki.

Filtry te mogą być łączone ze standardowymi filtrami pozwalającymi na przykład wykryć na podstawie nagłówków e-maile oznaczone przez SpamAssassin jako spam.
KMail ma bardzo przydatną dla użytkowników internetu dial-up funkcję antyspamową – możliwość ręcznego filtrowania wiadomości na serwerze.
Wiadomości, które przekraczają pewną progową wielkość (standardowo 50kb, może być dowolnie ustawiona) nie są automatycznie ściągane na lokalny komputer ale użytkownik dostaje ich listę do wyboru – ściągnij, zostaw, usuń. Pozwala to wyeliminować 100% spamu i objętościowych przesyłek prawie bez czekania.

## Kryptografia
KMail ma wbudowane wsparcie dla OpenPGP. Po podaniu hasła automatycznie rozszyfrowuje i sprawdza podpisy wyświetlając wiadomości w niebieskiej lub zielonej ramce, aby zaznaczyć, że były szyfrowane.

## Praca grupowa
Kiedy KMail jest uruchomiany jako część programu Kontact, może współdzielić pomiędzy użytkownikami listy kontaktów, pocztę, kalendarze i notatki.